# Вуйцин (Опочинський повіт)
Вуйцин (пол. Wójcin) — село в Польщі, у гміні Парадиж Опочинського повіту Лодзинського воєводства.
Населення — 348 осіб (2011).
У 1975-1998 роках село належало до Пйотрковського воєводства.

## Демографія
Демографічна структура станом на 31 березня 2011 року:
|          | Загалом | Допрацездатний вік | Працездатний вік | Постпрацездатний вік |
| -------- | ------- | ------------------ | ---------------- | -------------------- |
| Чоловіки | 173     | 43                 | 109              | 21                   |
| Жінки    | 175     | 37                 | 95               | 43                   |
| Разом    | 348     | 80                 | 204              | 64                   |